# Gasmotor

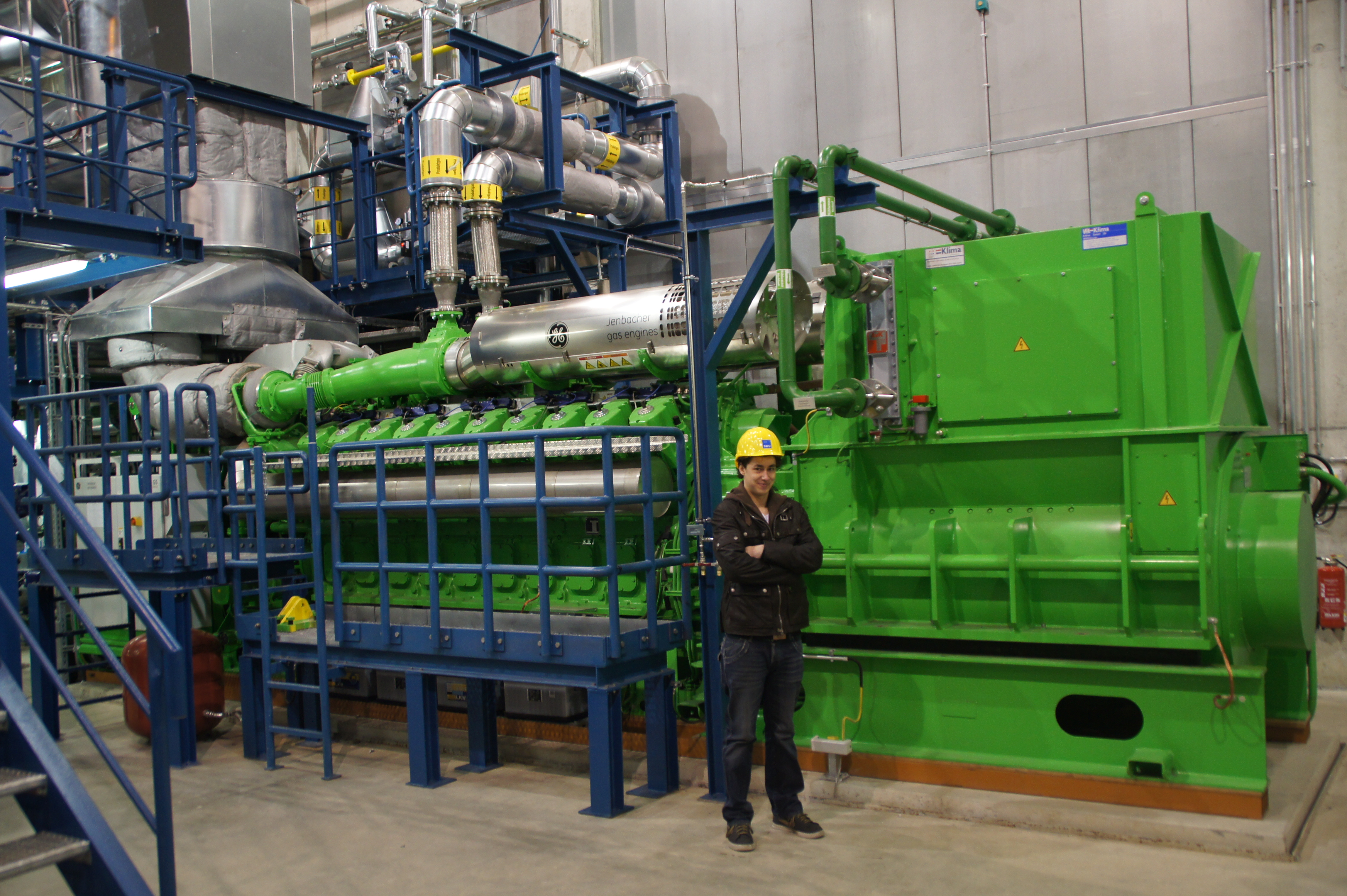
5 MW 20-Zylinder V-Gasmotor
von GE Jenbacher zur elektrischen Energieerzeugung von Holzgas im Heizkraftwerk Senden

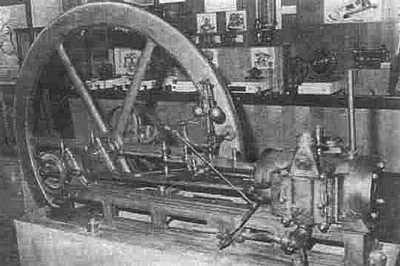
Lenoir-Motor im Musée du conservatoires des Arts et Metièrs in Paris

Der Gasmotor, eine Untergruppe der Verbrennungsmotoren, ist eine meist als Ottomotor, seltener als Dieselmotor arbeitende Verbrennungskraftmaschine, die gasförmige Kraftstoffe (Brenngase) wie Erd-, Flüssig-, Holz-, Bio-, Deponie-, Gruben-, Gichtgas oder Wasserstoff verwendet (anstelle von flüssigen Kraftstoffen wie Benzin, Diesel, Schwerölen usw.). Historisch waren die ersten Hubkolbenmotoren überwiegend als stationäre Gasmotoren konzipiert, bevor gegen Ende des 19. Jh. flüssige Kraftstoffe allgemein handelsüblich verfügbar wurden.
Gasmotoren werden überwiegend als Stationärmotoren zur Stromerzeugung in Blockheizkraftwerken (BHKW) oder als Notstromaggregate eingesetzt, zunehmend auch als weniger umweltschädliche Schiffsmotoren mit LNG als Brennstoff für Schiffe. Automobile werden vermehrt mit Bi-Fuel-Motoren (Erdgas und Benzin) ausgestattet oder für den zusätzlichen Betrieb mit Flüssigerdgas oder Autogas nachgerüstet. Benzin-Ottomotoren mit äußerer Gemischbildung benötigen dafür nur geringe Modifikationen. In Notzeiten mit eingeschränkter Erdöl-Versorgung wurden Kraftfahrzeuge mit einem mitgeführten Holzvergaserkessel betrieben.

## Geschichte

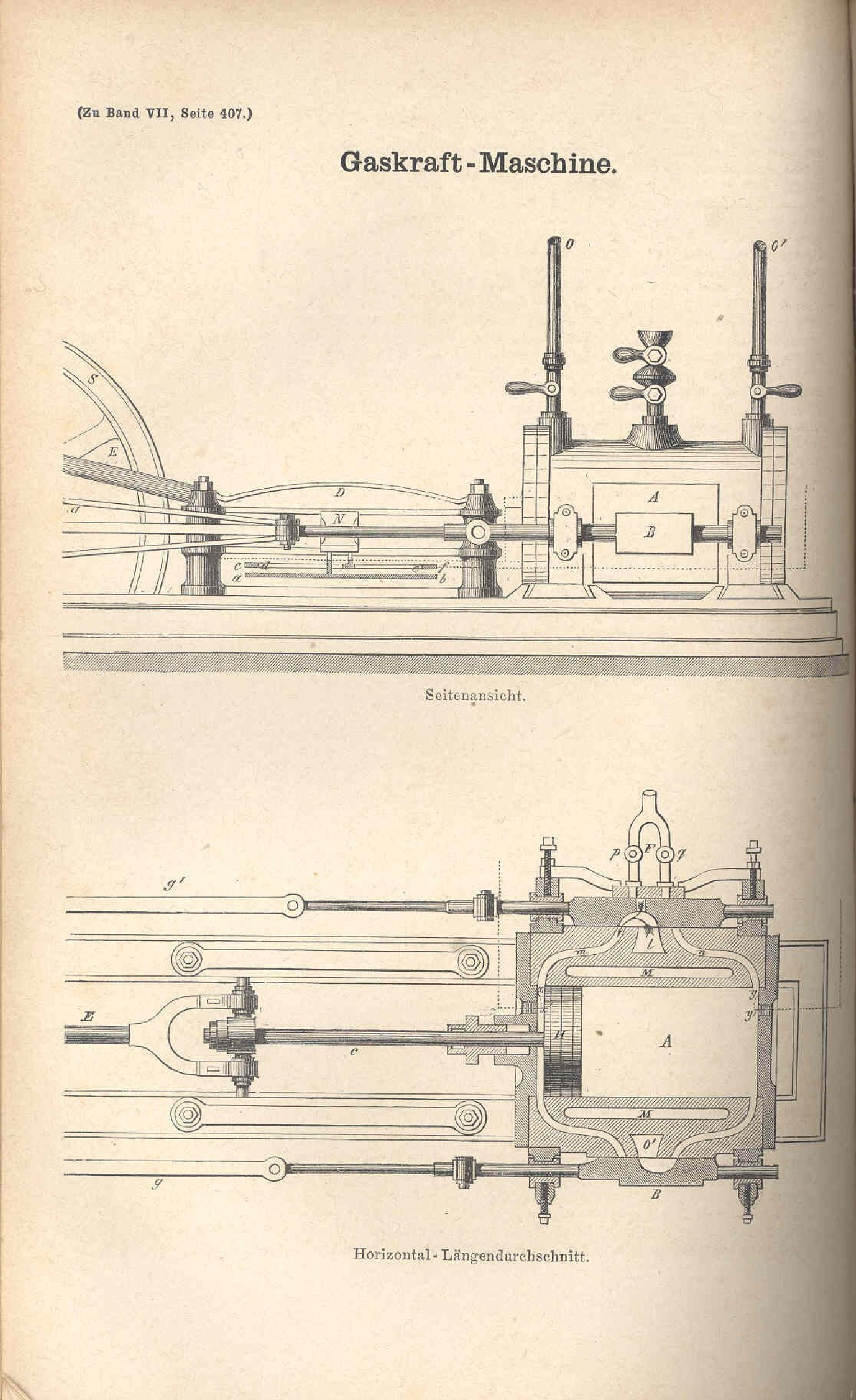
Verdichtungsloser, direkt wirkender Gas-Zweitaktmotor von Lenoir, 1861

John Barber untersuchte als erster 1791 die Wirkungsweise eines Motors, der durch die Explosionskraft eines Gases betrieben wird. Er erhielt ein Patent auf eine Vorrichtung, bei der in einer Retorte mit äußerer Feuerung Holz, Kohle, Öl oder andere Brennstoffe vergast werden sollten, das Produkt in einem zweiten Gefäß mit Luft vermischt werden und beim Ausströmen entzündet werden sollte. Von dem austretenden Feuerstrahl sollte dann ein Schaufelrad angetrieben werden.
In einem anderen Patent beschreibt Robert Street 1794 eine Kolbenmaschine, in deren Zylinder Teeröle oder Terpentine zunächst vergast und dann durch eine Flamme entzündet werden, die außerhalb des Zylinders brennt und zu geeigneter Zeit in Verbindung mit dem zu entzündenden Gas gesetzt werden kann. Der Franzose Philippe Lebon konstruierte eine Maschine, die mit Leuchtgas betrieben werden sollte. Luft und Gas wurde mittels zweier Pumpen getrennt in eine Vorlage gedrückt, in der sie sich vereinigen und entzünden. Die Verbrennungsprodukte sollten den Kolben eines doppeltwirkenden Zylinders treiben. Zur Zündung empfahl Lebon eine elektrische Maschine, die vom Gasmotor selbst betrieben werden sollte. Weitere Verbesserungen kamen von Samuel Brown 1823 und Lemuel W. Wright, einem US-Amerikaner aus New Hampshire (1833). Der Franzose Pierre Hugon entwickelte 1858 einen kommerziellen Gasmotor, den Hugonmotor, der jedoch keine weite Verbreitung erfuhr.

### Lenoir-Motor
Wirklich praktischen Wert erlangte der Gasmotor erst durch die Erfindung des gebürtigen Luxemburgers Étienne Lenoir, nach dessen Patent vom 24. Januar 1860 der Pariser Industrielle Marinoni zunächst ein paar dieser Maschinen produzierte. Als nach einer geschickt inszenierten Werbekampagne der Absatz dieser Maschinen rasch anstieg, gründete man eine Gesellschaft zum Bau der Gasmotoren, die Société Lenoir. Obwohl sich mit der Zeit herausstellte, dass die Unterhaltskosten der Lenoir-Motoren unverhältnismäßig hoch waren, blieb die Nachfrage dennoch auf hohem Niveau, insbesondere auch, weil sie äußerst geräuscharm liefen.

### Ottomotor
1867 zeigte Nikolaus Otto auf der zweiten Pariser Weltausstellung seinen neu konstruierten Flugkolbenmotor. In der Folge widmete er sich der Entwicklung eines mit Leuchtgas betriebenen Viertaktmotors, der ab 1877 produziert und als „Ottos neuer Motor“ vertrieben wurde. Er leistete 3 PS (2,2 kW) bei 180 min−1.
Der Lizenznehmer Crossley Brothers in Manchester bewarb ihn als Otto Engine.
Von Deutz und seinen Lizenznehmern wurden rund 5000 Exemplare gebaut. Nach vielen weiteren Verbesserungen und Aufhebung von Patenten im Jahr 1886 wurde der Ottomotor sowohl als Gasmotor als auch Vergasermotor für flüssige Kraftstoffe in vielen Variationen gebaut und fand so größte Verbreitung.

## Anwendungen
Kleine und mittelgroße Gasmotoren im Leistungsbereich von 20–1500 kW werden heute überwiegend eingesetzt zur Strom- und Wärmeerzeugung in Anlagen mit Kraft-Wärme-Kopplung wie Blockheizkraftwerken (BHKW) sowie zur energetischen Nutzung von Schwachgasen, wie sie bei der Vergärung von organischen Abfällen entstehen (Bio- und Deponiegasen), oder von Holzgas. Unter anderem spielen sie in der Energiegewinnung und -sicherung in Industriebetrieben und öffentlichen Einrichtungen wie Krankenhäusern eine Rolle. Außerdem kommen Gasmotoren in einigen Agrar- und Bergbaubetrieben sowie in Gebieten mit instabiler Stromversorgung zum Einsatz, um dort etwa Privathaushalte wie auch Unternehmen mit Elektrizität zu versorgen. Für Gaskraftwerke werden zunehmend größere Gasmotoren entwickelt, die mit Abgasturbine und Turbolader im Leistungsbereich von einigen Megawatt oft bessere Wirkungsgrade erreichen und sich wirtschaftlicher betreiben lassen, als klassische Gasturbinen.
Vor der zunehmenden Elektrifizierung des PKW-Sektors und der Rücknahme der steuerlichen Bevorzugung von Autogas (LPG/CNG) war die relativ einfache Umrüstung von Pkw-Benzinmotoren aus ökonomischen (momentan ca. 50 % der sonstigen Kraftstoffkosten) und ökologischen Motiven beliebt, insbesondere bei Vielfahrern und verbrauchsintensiven Fahrzeugen. Ab Werk verfügbare PKW-Modelle mit Benzin-/Gas-Hybridmotoren wurden aufgrund geringer Verkaufszahlen wieder eingestellt. 
Aus Nachhaltigkeitsgründen sind Gas-Motoren im LKW nach wie vor ein Thema. Nicht ganz unüblich sind auch erdgasbetriebene Omnibusse.

## Funktionsweise

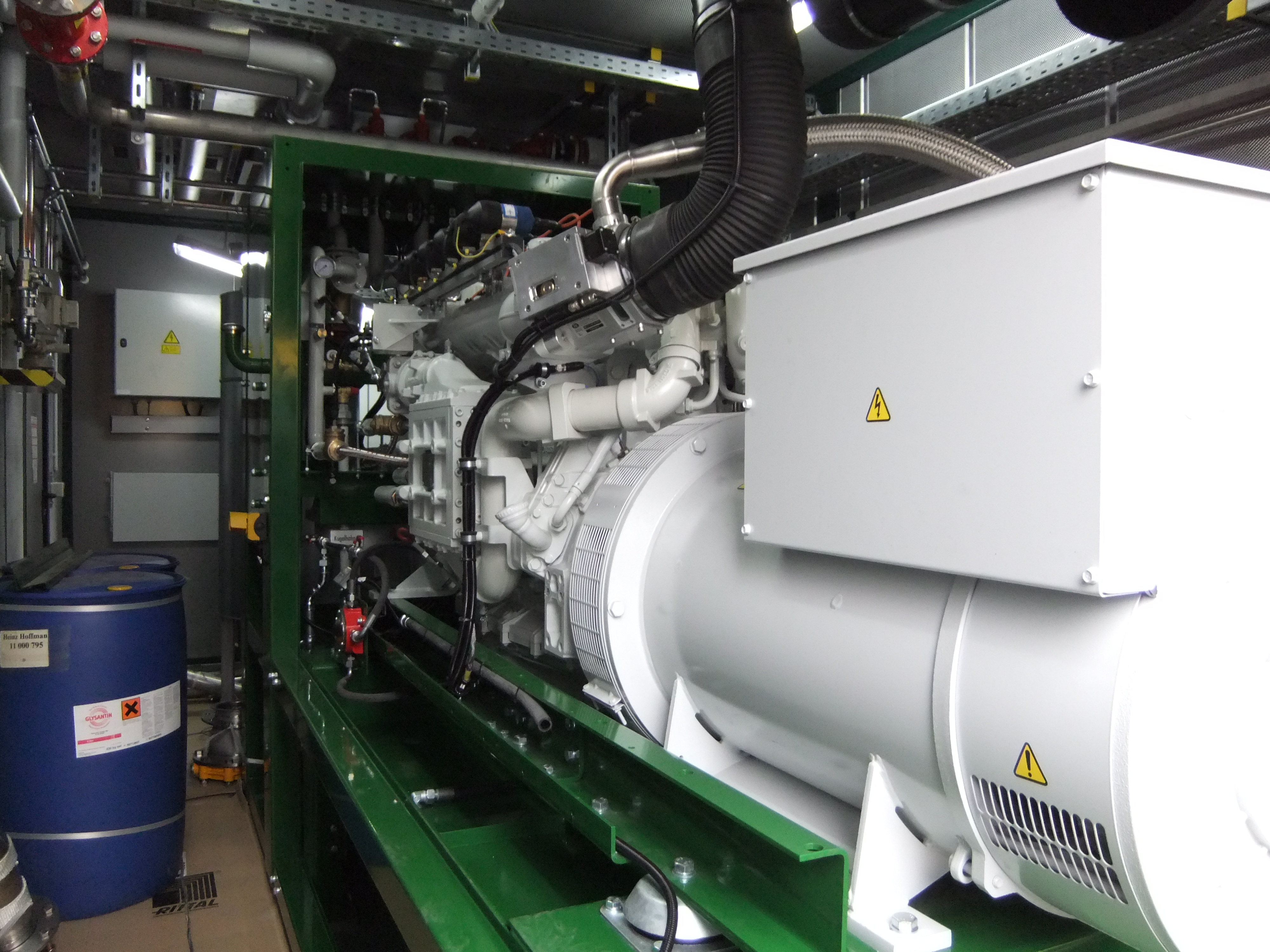
Gasmotor in einer Biogasanlage

Der Gasmotor ist, im Unterschied zur Gasturbine, als Hubkolbenmotor aufgebaut.
Eine äußere Gemischbildung kann durch Gasmischeinheiten vor oder nach einem eventuellen Turbolader erfolgen, innere Gemischbildungen sind durch separate Gaseinlassventile oder Injektionsnadeln möglich. Die Zündung des Kraftstoff-Luft-Gemisches erfolgt bei den Anlagen auf Basis von Ottomotoren durch Fremdzündung mittels Zündkerze (bei Magerbetrieb häufig als Vorkammerzündkerze), bei Aggregaten auf Basis von Dieselmotoren durch Selbstzündung mit einem Zündstrahl von in geringer Menge eingespritztem Zündöl (meist Dieselkraftstoff).

### Gaseinspritzung
Mit höherer Verdichtung versucht man einen bessern Wirkungsgrad zu erzielen, indem das Gemisch ähnlich wie beim Dieselmotor mit Direkteinspritzung gezündet wird, um die Verbrennung im Sinne eines Seiliger-Kreisprozesses optimiert zu steuern.
MAN Energy Solutions hat inzwischen das PGI-Verfahren „Performance-Gas-Injection“ erfolgreich getestet, bei dem ein Zündstrahl (bestehend aus einem Gemisch von einer Gas-Pilotmenge sowie Luft) eingesetzt wird. Ähnlich wie beim Dieselmotor mit Vorkammereinspritzung wird dabei ein Teil des Brenngases mittels Hochdruckinjektor in eine Vorkammer eingespritzt und mit einer Glühkerze gezündet, wodurch sich dann das Gas-Luft-Gemisch im Hauptbrennraum entzündet. Im Dauerbetrieb kann die Glühkerze abgeschaltet werden, da diese ihre hohe Temperatur durch die Wärmezufuhr aus der Vorkammer hält.
Wärtsilä arbeitet bei der Hochdruck-Gaseinspritzung mit einem Motor nach Dieselprinzip, also mit Selbstzündung des direkt mit hohem Druck in den Brennraum injizierten Brenngases. Die nach diesem Verfahren arbeitenden Motoren erzielen die höchsten Mitteldrücke aller Verbrennungskraftmaschinen.

### Wirtschaftlichkeit
Beim Betrieb mit hochwertigen Brenngasen wie Methan (CH4), dem Hauptbestandteil von Erdgas, sind höhere Wirkungsgrade möglich, daraus ergibt sich eine saubere Verbrennung und eine gute CO2-Bilanz. Stationär betriebene Anlagen zur Kraftwärmekopplung unterliegen der TA Luft und damit erheblich strengeren Grenzwerten als Kraftfahrzeuge. Die Abgasreinigung erfolgt bei kleinen Motoren, die nach dem λ=1-Verfahren arbeiten, mittels Dreiwegekatalysatoren, mittelschnell laufende Anlagen im Magerverfahren (λ=1,4–2,5) benötigen Oxidations- oder NOx-Speicherkatalysatoren oder wahlweise auch Harnstoff- oder Ammoniak-Injektion zur NOx-Reduzierung.

## Hersteller
Wichtige Hersteller für Gasmotoren sind
- Caterpillar Energy Solutions (früher MWM) in Mannheim
- Innio Jenbacher in Jenbach, Österreich
- MAN Energy Solutions in Augsburg
- MTU Friedrichshafen, MTU Onsite Energy GmbH (ehemals MDE Dezentrale Energiesysteme)
- Wärtsilä in Helsinki, Finnland

Weitere Hersteller sind 2G, Ford, Perkins Engines, Blohm + Voss Energie und Umwelttechnik, Maschinenbau Halberstadt GmbH, Rolls-Royce Marine, Waukesha Engines, Iveco Aifo, Liebherr, Kubota, Schnell, agrogen und andere.